# استاتوسیت

A root statocyte in a vertical position: (۱) دیواره یاخته (۲) شبکه آندوپلاسمی (۳)پلاسمودسم (4) Nucleus (۵) میتوکندری (۶) سیتوپلاسم (7) Statolith (8) Root (۹) کلاهک ریشه (10) Statocyte

استاتوسیت (به انگلیسی: Statocyte) به سلول‌های حساس به نیروی جاذبه، موجود در بخش انتهایی ریشهٔ گیاهان گفته می‌شود.
این سلول‌ها از سلول‌های مریستمی منشأ می‌گیرند و معمولاً در لایه‌های بالایی بخش مرکزی کلاهک یا کلوملا (clumella) در زیر ناحیهٔ مریستمی قرار دارند. در این سلول‌ها هسته نسبتاً درشت در بخش فوقانی و شبکهٔ آندوپلاسمی در بخش پیرامونی سلول (به ویژه در قطب تحتانی) قرار دارند. استاتوسیت‌ها فاقد واکوئل مرکزی هستند و ریزرشته‌ها (microfilamens) و ریزلوله‌ها (microtubules) با تراکم زیادی در بخش مرکزی و تحتانی سلول پراکنده‌اند.

## اندامک استاتولیت
استاتوسیت‌ها دارای اندامک‌های نسبتاً درشتی به نام استاتولیت (Statolith) هستند که به سمت نیروی جاذبه تغییر مکان می‌دهند. در گیاهان عالی آمیلوپلاست‌های غنی از نشاسته و نسبتاً درشت به عنوان استاتولیت در دریافت نیروی جاذبه دخالت دارند.
در برخی از گیاهان پَست نیز وزیکول‌ها و دانه‌های غنی از مواد معدنی به عنوان استاتولیت معرفی شده‌اند. با این که نقش استاتولیت‌ها در پذیرش نیروی جاذبه کاملاً مورد پذیرش است، در مورد مکانسیم عمل آن‌ها هنوز اتفاق نظر حاصل نشده است. به نظر می‌رسد که استاتولیت‌ها به کمک عناصر اسکلت سلولی یعنی ریزرشته‌ها و ریزلوله‌ها انتقال پیام به سایر بخش‌های سلول را بر عهده دارند.
در این ارتباط باز شدن کانال‌های کلسیم شبکهٔ آندوپلاسمی و در نتیجه فعال‌سازی کالمودولین (calmadulin) به عنوان یکی از آثار حرکت استاتولیت‌ها گزارش شده‌است.
گزارش‌هایی نیز در زمینهٔ فعال‌سازی پذیرنده‌های موجود در غشای پلاسمایی وجود دارد. سلول‌های ترشح‌کنندهٔ لیزاب موقعیت سطحی‌تری دارند و در لایه‌های بیرونی کلاهک قرار می‌گیرند. طی تمایز یابی، استاتوسیت‌ها با تغییرات فراساختاری قابل ملاحظه‌ای نظیر افزایش تعداد اجسام گلژی، تشکیل واکوئل مرکزی و کاهش پلاست‌ها به این سلول‌ها تبدیل می‌شوند.